# Менхэден Смита
Менхэден Смита, или желтопёрый менхэден (лат. Brevoortia smithi), — вид морских лучепёрых рыб из семейства сельдевых. Обитают в Мексиканском заливе — от Бьюфорта (Северная Каролина) до флоридского округа Индиан-Ривер.

## Описание
Рыбы длиной обычно 20 см, реже достигают до 33 см. Тело серебристое, с зеленоватой или синеватой спиной. Плавники золотисто-жёлтые. За жаберными лепестками находится всего одно чёрное пятно.

## Экология
Стайные рыбы (возможно, кроме севера своего ареала), встречающиеся в прибрежных участках, в заливах и океанической области. Питаются отфильтрованным из воды планктоном.
На рыбах данного вида отмечены следующие виды паразитов:
- Lernaeenicus radiatus (Le Sueur, 1824) (эктопаразит);
- Nothobomolochus teres (C.B. Wilson, 1911) (эктопаразит).